# Абу Хайян ат-Таухиди
Абу Хайян Али ибн Мухаммад ат-Таухиди (между 922 и 932, неизв. — ок. 1023, Багдад) — арабский философ, поэт, популяризатор знаний и блестящий стилист, один из самых ярких представителей «золотого века» арабо-мусульманской культуры. По определению Якута аль-Хамави, «литератор среди философов и философ среди литераторов». Имел прозвище «второй аль-Джахиз». Ат-Таухиди не был признан при жизни и обрёл славу только в XX веке. Часто задавал многочисленные «докучливые» вопросы, на которые собеседники, да и он сам, не находили ответы, за что его прозвали «философом вопрошания».

## Биография
Его полное имя: Али ибн Мухаммад ибн ал-Аббас ат-Таухиди аль-Багдади араб. علي بن محمد بن العباس التوحيدي البغدادي‎. Он родился между 922 и 932 годами либо в Нишапуре, либо в Ширазе, либо в Васите, либо в Багдаде. Его отец был бродячим торговцем фиников «таухид» от чего, возможно, и произошло его имя. По происхождению, вероятно, перс.
Учился в Багдаде. Изучал грамматику у ас-Сирафи и ар-Руммани, шафиитское право Абу Хамида аль-Mарваррузи и Абу Бакра аш-Шаши; часто посещал суфийских шейхов. Среди его учителей также был логик ас-Сиджистани.
Жил в Багдаде и Рее при дворе Буидов. Работал переписчиком.
Утверждал, что за свои еретические взгляды подвергся гонениям со стороны визиря аль-Мухаллаби. В 963 году посетил Мекку, в 969 году — Рей. В своей книге «аль-Мукабасат» писал, что в 972 году он посещал в Багдаде лекции философа Яхьи ибн Ади.
Обращался с посланием к визирю Абу-ль-Фадлю ибн аль-Амиду (ум. 976) в Рей, но судя по его враждебному отношению к нему, он не смог добиться многого. В 977 году был нанят Ибн Аббадом (ум. 995) в качестве личного секретаря. Из-за своего трудного характера и чувства превосходства (он, например, отказался «тратить своё время» на копирование громоздкой коллекции посланий своего хозяина) он был уволен. Отомстил обоим визирям памфлетом, содержащим блестящие карикатуры на них.
До конца жизни терпел лишения и умер в крайней нищете около 1023 года, вероятно в Багдаде. Незадолго до смерти сжёг свои труды.

## Взгляды
Отчасти он соглашался с мутазилитами по кардинальным вопросам теологии, но и нередко полемизировал с ними. В своём творчестве стремился к синтезу традиционной арабской учёности и греко-эллинистической науки. Впитав идеи арабоязычных перипатетиков (фаласифа), мутазилитов и суфиев, он придерживался убеждения о невозможности рационального познания Бога. Считал, что философия берёт начало в разуме, а вера — в откровении, полагал, что «разум силён настолько, насколько он сознаёт то, что выше его».
Истинное понимание единобожия видел в мистическом постижении. Поступки людей предопределены и обусловленные внешними причинами, но выбор уже есть результат изъявления свободной воли и зависит от индивидуальных особенностей человека, которые составляют своеобразие души и ума. Подобно Ибн Сине, придерживался концепции индивидуального бессмертия. Предопределение и свободу выбора объяснял как внешний и внутренний аспекты, которые определяют поведение человека. Рассматривал проблемы человеческой жизни и нравственности в контексте исламской культуры.
Его волновала проблема смерти, её роковой неизбежности, из-за чего его считают философом-пессимистом. Его книга Божественные указания по содержанию, стилю, интонациям напоминает псалмы Давида. В ней горечь отчаяния, разбитой надежды. Выражая трагическое восприятие жизни и считая себя «самым чужим из чужеземцев», он не хотел мириться с судьбой, выразив свой бунтарский характер в написанных им сочинениях.
Многие мысли ат-Таухиди неортодоксальны, за что его считали одним из опаснейших еретиков в исламе.

## Творчество
Написал около 20 книг, большая часть из которых не сохранилась. Значительная часть сочинений ат-Таухиди была сожжена им самим. К настоящему времени опубликовано около половины дошедших до нас сочинений. 
Исследователи арабской духовной культуры признали его поэтическое наследие крупным научным достижением. Произведения ат-Таухиди содержат важные сведения о культуре эпохи, современниках: «братьях чистоты», Ибн аль-Мутаззе, аль-Джахизе, и др. В своих сочинениях ат-Таухиди пытался осмыслить и разъяснить с помощью разума и логики вопросы о предопределении и свободе выбора, о божественных атрибутах, о Творце и творении.
В период с 961 по 975 год сочинил десятитомную антологию адаба под названием Басаир аль-Кудама или аль-Басаир ва-д-Дахаир («Проницательность и сокровищница»). В Книге услады и развлечения происходят дискуссии просвещённого визиря с учёным литератором по различным вопросам. Абу Хайян также является мистического трактата «Божественные указания», сборника диалогов на теологические темы «Заимствования», автором сатирической книги «О двух визирях», а также глубоко личного этического трактата «О дружбе и друге».

### Основные сочинения
- Книга услады и развлечения = аль-Имта’ ва-ль-му’анаса. Бейрут, 1984;
- Вопросы и ответы = аль-Хавамил ва-ш-шавамил. Каир, 1951;
- Божественные указания = аль-Ишарат аль-илахийя. Бейрут, 1981;
- Извлечения = аль-Мукабасат. Бейрут, 1989;
- О друге и дружбе = Фи-с-садака ва-с-садик. Каир, 1972;
- О науках = Фи-ль-‘улюм. Бейрут, 1963—64[7].